# Duo (klan i Liberia, Nimba County, lat 6,30, long -9,02)
Duo är en klan i Liberia.   Den ligger i regionen Nimba County, i den centrala delen av landet, 200 km öster om huvudstaden Monrovia.